# Liste de postures de Hatha Yoga
Liste des postures (ou āsana) les plus communes du Haṭhayoga.

## Haṭha Yoga
Le Haṭha Yoga est une forme particulière de Yoga qui s'est développée d'abord en Inde, avant d'atteindre, au vingtième siècle, l'Occident où il est popularisé sous la forme d'une recherche du mieux-être individuel. Le texte référent du Haṭha Yoga (Hatha yoga pradipika) est de nature pratique et fait une large place aux postures (āsana) et au contrôle du souffle (prāṇayāma), qui sont les troisième et quatrième membres (aṅga) du Yoga indien.

## Noms composés de termes sanskrits
Pour nommer les postures (āsana) la langue sanskrite utilise plusieurs noms composés. La composition d'un nom s'effectue toujours par paire, le mot déterminant précédant le mot déterminé. 
Par exemple, vajrāsana se compose d'un nom déterminé āsana (signifiant « posture »), précédé d'un nom déterminant vajra (signifiant la « massue sertie de diamants de Indra, son foudre »). La rencontre de la dernière voyelle du terme déterminant avec l'initiale du terme déterminé se réduit ici à une assimilation en un [ā] long. Sémantiquement, cette rencontre de deux noms se traduit en français en considérant le premier terme comme étant complément de nom du second terme. Et vajrāsana devrait littéralement se traduire « posture du foudre » (mais l'expression « de la foudre » a prévalu, « le foudre » (massue) étant un terme devenu désuet ou trop rare en ce  début du troisième millénaire). Le terme déterminant peut être un nom, un adjectif, un pronom voire un adverbe.
Un nom composé de deux membres peut être à son tour déterminé par un troisième terme. Le nom composé ardhottānāsana s'analyse en deux termes : le déterminé est un nom composé uttānāsana (lui-même décomposable en uttāna et āsana signifiant « posture d'étirement »), le déterminant est un adjectif ardha (signifiant « demi » ou « à moitié »). Le contact phonétique [a+a] se réduit en [ā] comme ci-avant, le contact [a+u] se résout en [o]. Le français traduira cette expression par « posture d'étirement à moitié effectué » ou plus simplement « demi-posture d'étirement ».
Un nom composé de quatre termes comprend un nom déterminé analysable en trois termes précédé d'un nouveau terme déterminant. Le nom composé de la posture adhomukhaśvānāsana se décomposera comme suit : un nom composé déterminé śvānāsana analysable en deux termes śvāna (un chien, à prononcer chwân) et āsana (une posture), traduisible en français par « posture du chien », devenu mukhaśvānāsana par adjonction d'un nom déterminant neutre mukha (signifiant « bouche » ou « museau »), l'ensemble pouvant se traduire « posture de chien ayant un museau »; ce nom composé de trois termes, nom déterminé, s'adjoint un nouveau terme déterminant, l'adverbe adhas (signifiant « à terre, vers le bas, au-dessous ») devenu ici adho pour des raisons phonétiques dues à la composition. Ce nom composé analysable en quatre termes se traduit : « posture de chien au museau tourné vers le bas ».
Un lecteur francophone lira un mot composé sanskrit en commençant par le dernier terme, il remontera ensuite de terme précédant en terme précédant en prenant conscience de la construction progressive du nom composé déterminé qui reçoit in fine un dernier déterminant. Adhomukhaśvānāsana se lira progressivement, par exemple, comme suit : āsana (une posture), śvānāsana (une posture de chien), mukhaśvānāsana (posture de chien au museau), adhomukhaśvānāsana (posture de chien au museau en bas).

## Liste de postures
Pour un article plus général, voir asana.
Pour agrandir les images, cliquer sur le bouton rectangulaire inférieur droit.
| Nom de la posture en sanskrit                                     | Traduction littérale en français                                   | Noms communs de la posture en français   | Équivalent en anglais       | Type de posture              | Image |
| Adho mukha shvanasana अधोमुखश्वानासन [adhomukhaśvānāsana-]             | posture de chien au museau vers le sol                             | posture du chien tête en bas             | Downward facing dog         |                              |       |
| Adho mukha vrikshasana अधोमुखवृक्षसन [adhomukhavṛkṣāsana-]            | posture de l'arbre à la tête vers le bas                           | posture du poirier                       | Hand-stand                  |                              |       |
| Ardha chandrasana अर्धचन्द्रासन [ardhacandrāsana-]                    | demi-posture de la lune                                            | posture de la demi-lune                  | Half moon pose              |                              |       |
| Ardha matsyendrasana [ardhamatsyendrāsana-]                       | demi-posture du Puissant-Poisson                                   | posture en demi-torsion vertébrale       |                             |                              |       |
| Ardha shalabhasana अर्ध-शलभासन [ardhaśalabhāsana-]                  | demi-posture de la sauterelle                                      | posture en demi-sauterelle               | Half locust pose            | ventrale                     |       |
| Ardha uttanasana [ardhottānāsana-]                                | demi-posture d'étirement intense                                   | posture en demi flexion debout           |                             | debout                       |       |
| Astavakrasana                                                     |                                                                    |                                          | Eight-angled pose           |                              |       |
| Baddha konasana [baddhakoṇāsana-]                                 | posture de l'angle serré                                           | posture de l'angle lié                   | Cobbler's pose              |                              |       |
| Bakasana [bakāsana-]                                              | posture du héron                                                   | posture de la grue, ou du corbeau        | Crane pose                  |                              |       |
| Balasana [bālāsana-]                                              | posture de l'enfant                                                | posture de l'enfant                      | Child's pose                |                              |       |
| Bandha padmasana [bandhapadmāsana-]                               | posture du lotus enchaîné                                          | posture du lotus lié                     |                             |                              |       |
| Bhadrasana [bhadrāsana-]                                          | posture auspicieuse                                                | posture auspicieuse                      |                             |                              |       |
| Bharadvajasana [bharadvājāsana-]                                  | posture de l'alouette                                              | posture en torsion de Bharadvāja         | Seated twist pose           |                              |       |
| Bhekasana                                                         |                                                                    |                                          |                             |                              |       |
| Bhujangasana ou [bhujaṅgāsana-] / [bhujaṃgāsana-]                 | posture du serpent                                                 | posture du cobra                         | Cobra pose                  | ventrale                     |       |
| Bhujapidasana                                                     |                                                                    |                                          |                             |                              |       |
| Bidalasana                                                        |                                                                    |                                          |                             |                              |       |
| Chakrasana चक्रासन [cakrāsana-],                                    | posture du mouvement circulaire                                    | posture de la roue                       |                             | dorsale cambrée              |       |
| Caturanga Dandasana [caturaṅgadaṇḍāsana]                          |                                                                    | le bâton à quatre pieds                  |                             |                              |       |
| Dandasana दंड़ासन [daṇḍāsana]                                        |                                                                    | le bâton                                 |                             |                              |       |
| Dhanurasana [dhanurāsana-]                                        | posture de l'arc                                                   | posture de l'arc                         |                             | ventrale                     |       |
| Eka Pada Rajakapotasana [Ekapādarājakapotāsana]                   |                                                                    | Le pigeon royal sur une jambe            | King Pigeon                 |                              |       |
| Garudasana [Garuḍāsana]                                           |                                                                    | l'aigle                                  | eagle pose                  |                              |       |
| Gomukhasana [Gomukhāsana]                                         |                                                                    | la tête de vache                         | cow pose                    |                              |       |
| Halasana [halāsana-]                                              | posture de la charrue                                              | posture de la charrue                    | Plough pose                 | dorsale                      |       |
| Hanumanasana हनुमानासन [Hanumānāsana]                                |                                                                    | le singe : grand écart (d'après Hanumān) |                             |                              |       |
| Janu Shirshasana [jānuśīrṣāsana]                                  |                                                                    | demi-pince                               |                             |                              |       |
| Kapotasana                                                        |                                                                    |                                          |                             |                              |       |
| Koundinyasana                                                     |                                                                    |                                          | Sage Kaundinya's pose       |                              |       |
| Kraunchasana क्रौञ्चासन [krauñcāsana-]                                | posture du courlieu (sous-genre de courlis)                        | posture du héron                         |                             |                              |       |
| Kukkutasana [Kukkuṭāsana]                                         |                                                                    | le coq                                   |                             |                              |       |
| Kurmasana [Kurmāsana]                                             |                                                                    | la tortue                                | Turtle pose                 |                              |       |
| Lolasana                                                          |                                                                    |                                          |                             |                              |       |
| Makarasana [Makarāsana]                                           |                                                                    | le crocodile                             |                             |                              |       |
| Mālāsana                                                          |                                                                    |                                          | Garland pose                |                              |       |
| Marichyasana                                                      |                                                                    |                                          |                             |                              |       |
| Matsyasana [Matsyāsana]                                           |                                                                    | le poisson                               | Fish pose                   |                              |       |
| Matsyendrasana [Matsyendrāsana]                                   |                                                                    | de Matsyendra, yogi légendaire           |                             |                              |       |
| Mayurasana [mayūrāsana]                                           |                                                                    | le paon                                  | Peacock pose                |                              |       |
| Natarajasana [Naṭarājāsana]                                       |                                                                    | le danseur - le Seigneur Nataraja        | King Dancer / Dancer's pose |                              |       |
| Navasana नावासन [nāvāsana-]                                         |                                                                    | posture du bateau                        | Boat pose                   | assise                       |       |
| Padmasana [Padmāsana]                                             | posture du nénuphar                                                | posture du lotus                         | Lotus pose                  | assise                       |       |
| Parighāsana                                                       |                                                                    |                                          |                             |                              |       |
| Paripurna Navasana [paripūrṇanāvāsana]                            |                                                                    | le bateau                                |                             |                              |       |
| Parivritta Parshvakonasana [parivṛttapārśvakoṇāsana]              |                                                                    | le grand angle retourné                  | Reversed side angle pose    |                              |       |
| Parivritta Trikonasana [parivṛttatrikoṇāsana]                     |                                                                    | le triangle retourné                     | Revolved triangle pose      |                              |       |
| Parshvottanasana [Parśvottānāsana]                                | posture d'étirement intense du flanc                               | posture d'étirement latéral              | Intense side stretch pose   | debout                       |       |
| [pashasana] Paśāsana                                              |                                                                    | le nœud                                  | Noose pose                  |                              |       |
| [pashchimottasana] Paścimottānāsana                               | posture d'étirement de l'occident                                  | posture de la pince                      | Forward fold                | dorsale ou assise            |       |
| Prasrita padottanasana[Prasṛtapadottānāsana]                      | posture d'étirement intense pieds très écartés                     | flexion avant jambes écartées            | Wide stance forward bend    | debout                       |       |
| Purna Supta Vajrasana [pūrṇasuptavajrāsana]                       |                                                                    | le diamant                               |                             |                              |       |
| [Purvottanasana] Pūrvottānāsana                                   | posture d'étirement de l'orient                                    | posture d'étirement antérieur            |                             | dorsale, appui sur les mains |       |
| Samasthitih [Samasthitiḥ]                                         | « se tenir debout de façon neutre » ou « fait de se tenir normal » |                                          |                             | debout                       |       |
| Samikatanasana [Samīkatanāsana]                                   | posture de qui se tend vers le combat                              | posture du gardien                       |                             | assise                       |       |
| Sarvangasana [Sarvāṅgāsana] सर्वांगसन est une des Viparītakaraṇāsana | posture du corps entier, ou « action inversée »                    | posture de la chandelle                  | Shoulder stand              | inversée                     |       |
| Setu Bandha Sarvangasana [setubandhasarvāṅgāsana]                 |                                                                    | le demi-pont                             |                             |                              |       |
| Salabhasana (en) शलभासन [Śalabhāsana-]                             | posture de la sauterelle                                           | posture de la sauterelle                 | Locust pose                 | ventrale                     |       |
| Shavasana ou Mritasana शवासन [śavāsana-] ou [mṛtāsana-]            | posture du cadavre [śava-] ou posture « tel un mort » [mṛta-]      | posture du cadavre                       | Corpse pose                 | dorsale                      |       |
| Shirshasana [Śīrṣāsana] शीर्षासन                                     | posture du crâne                                                   | posture sur la tête                      | Head stand                  | inversée                     |       |
| Shivasana [Śivāsana]                                              | posture de Śiva                                                    | posture de Shiva                         |                             | debout                       |       |
| Siddhasana [Siddhāsana]                                           | posture accomplie                                                  | posture parfaite                         | Accomplished pose           | assise                       |       |
| Simhasana [Simhāsana]                                             | posture du lion                                                    | posture du lion rugissant                |                             | agenouillée                  |       |
| Sukhasana सुखासन [sukhāsana-]                                       | posture commode                                                    | posture aisée                            | Easy pose                   | assise                       |       |
| Supta Baddha Konasana [suptabaddhakoṇāsana]                       |                                                                    | l'angle lié retourné                     |                             |                              |       |
| Supta padangushthasana [Suptapādāṅguṣṭhāsana]                     | posture du gros orteil, endormi                                    | posture couchée avec étirement de jambe  |                             | dorsale                      |       |
| Supta Virasana [suptavīrāsana]                                    |                                                                    | le héros allongé                         | Reclined hero pose          |                              |       |
| Svastikasana [Svastikāsana]                                       | posture du barde porte-chance                                      | posture prospère                         | Auspicious lucky mark pose  | assise                       |       |
| Tadasana [Taḍāsana]                                               | « se tenir ainsi » « posture de la montagne »                      | [ 34 ]                                   | Mountain pose               | debout                       |       |
| Ṭiṭṭibhāsana                                                      |                                                                    |                                          |                             |                              |       |
| Trikonasana                                                       |                                                                    |                                          | Triangle Pose               |                              |       |
| Tulasana                                                          |                                                                    |                                          |                             |                              |       |
| Upavishta Konasana [Upaviṣṭakoṇāsana]                             |                                                                    | l'angle ouvert                           |                             |                              |       |
| Urdhva Dhanurasana [Ūrdhvadhanurāsana]                            |                                                                    | l'arc inversé, le pont                   | Wheel pose                  |                              |       |
| Urdhva Mukha Svanasana [Ūrdhvamukhaśvānāsana]                     |                                                                    | le chien tête en haut                    | Upward facing dog           |                              |       |
| Urdhva padmasana [Ūrdhvapadmāsana]                                | posture du nénuphar dirigée vers le haut                           | posture du lotus tête en bas             |                             | inversée                     |       |
| Ushtrasana [Uṣṭrāsana]                                            |                                                                    | le chameau                               | Camel pose                  |                              |       |
| Uttana Kurmasana [Uttānakūrmāsana]                                |                                                                    | la tortue à l'envers                     |                             |                              |       |
| Utkatasana [Utkaṭāsana]                                           |                                                                    | la chaise                                | Chair pose                  |                              |       |
| Uttanasana [Uttānāsana]                                           | posture de l'étirement intense                                     | posture de la pince debout               | Standing forward fold       | debout                       |       |
| Utthita Parshvakonasana [Utthitapārśvakoṇāsana]                   |                                                                    | le grand angle                           | Extended side angle         |                              |       |
| Utthita trikonasana [Utthitatrikoṇāsana]                          | posture triangulaire élevée                                        | posture du triangle                      | Triangle pose               | debout                       |       |
| Vajrasana वज्रासन [vajrāsana-]                                      | posture « du » foudre d'Indra (fait de diamants)                   | posture « de la » foudre ou du diamant   | Thunderbolt pose            | agenouillée                  |       |
| Vasishthasana [Vasiṣṭhāsana]                                      |                                                                    | la planche sur le côté                   | Side plank                  |                              |       |
| Vakrasana [Vakrāsana]                                             | posture tortueuse                                                  | posture de la spirale                    |                             | assise                       |       |
| Virabhadrasana [vīrabhadrāsana]                                   |                                                                    | le guerrier                              | Warrior pose                |                              |       |
| Virasana [Vīrāsana]                                               | posture du mâle                                                    | posture du héros                         | Hero pose                   | agenouillée                  |       |
| Vrishchikasana वृश्चिकासन [Vṛścikāsana]                               | posture du scorpion                                                | posture du scorpion                      |                             |                              |       |
| Vrikshasana [Vṛkṣāsana]                                           | posture de l'arbre                                                 | posture de l'arbre                       | Tree pose                   | debout (sur une jambe)       |       |

## Enchaînements
- Sūryanamaskāra, la Salutation au Soleil est une série de postures combinées. Il s'agit d'une salutation dans laquelle le pratiquant s'incline face au soleil levant (de nam, s'incliner).

### Ouvrages en français
- Philippe de Méric de Bellefon, Yoga pour chacun, Le livre de poche, Paris, 1968.
- Julien Tondriau et Joseph Devondel, Le guide Marabout du Yoga, Collection Marabout Service, Éditions Gérard & C°, Verviers 1968.
- André Van Lysebeth, Je perfectionne mon yoga, Éditions Flammarion, 1988.  (ISBN 9782082001236)
- Robert Laffont, Le yoga: Guide complet et progressif, Centre Sivananda, Éditions Robert Laffont, Paris, 1984.
- Georg Feuerstein & Larry Payne, Le Yoga pour les nuls, traduction française de Véronique Lévy, Éditions First, Paris 2003.
- Bellur Krishnamachar Sundararaja Iyengar, Bible du yoga, J'ai Lu, 2009.

### Ouvrages en anglais
- Hatha yoga pradipika by Swami Svatmarama
- Devereux, G. (1998) Dynamic yoga: The ultimate workout that chills your mind as it charges your body (Thorsons, London)
- Farhi, D. (2000) Yoga mind, body and spirit:  A return to wholeness (New leaf: New Zealand)
- Hewitt, J. (1977) The Complete Yoga Book (Rider, London)
- Iyengar, B.K.S (2000) Light on Yoga (Thorsons, London)
- Iyengar, B.K.S (2001) Yoga: The path to holistic health (Dorling Kindersley, London)
- Mira, S. and Methta, S. (1990) Yoga: The Iyengar Way (Dorling Kindersley, London)
- Sivananda Yoga Vedanta Centre (1996) Yoga, Mind and Body (DK, London)
- Sturgess, S. (1997) The Yoga Book (Element)
- Swami Muktibodhananda (1993) Hatha Yoga Pradipika (Yoga Publications Trust, Munger, Bihar, India)
- Swami Satyananda Saraswati (1996) Asana, Pranayama, Mudra, Bandha (Yoga Publications Trust, India)
- Swenson, D. (1999) Ashtanga yoga: The Practice Manual (Ashtanga yoga production, Houston)